# Trofeu Ciudad de Valladolid
El Trofeu Ciudad de Valladolid és un torneig estival de futbol organitzat pel Real Valladolid des de 1972. Originalment es disputava en sistema de semifinals, tercer i quart lloc i final entre 4 equips, si bé l'any 1984 es convertí en un triangular i des de 1988 es disputa a partit únic.

## Palmarès
- 20 títols: Real Valladolid
- 2 títols: Dinamo de Kiev, Real Zaragoza i Atlético de Madrid
- 1 títol: Boca Juniors, UD Salamanca, RCD Espanyol, Gremio Porto Alegre, Cruzeiro, FC Barcelona, Vitória Bahía, Real Betis, Racing de Santander, Getafe CF i Lille OSC.

## Historial
- 1972: Real Valladolid
- 1973: Dinamo de Kiev
- 1974: Dinamo de Kiev
- 1975: Boca Juniors
- 1976: Real Valladolid
- 1977: UD Salamanca
- 1978: RCD Espanyol
- 1979: Real Valladolid
- 1980: Real Valladolid
- 1981: Gremio Porto Alegre
- 1982: Cruzeiro
- 1983: No es va disputar
- 1984: Real Valladolid
- 1985: Real Valladolid
- 1986: Real Zaragoza
- 1987: Real Valladolid
- 1988: Real Valladolid
- 1989: Real Zaragoza
- 1990: FC Barcelona
- 1991: Real Valladolid
- 1992: Atlético de Madrid
- 1993: Real Valladolid
- 1994: Real Valladolid
- 1995: Atlético de Madrid
- 1996: Real Valladolid
- 1997: Vitória Bahía
- 1998: Real Betis
- 1999: Racing de Santander
- 2000: Real Valladolid
- 2001: Real Valladolid
- 2002: Real Valladolid
- 2003: Real Valladolid
- 2004: Real Valladolid
- 2005: Real Valladolid
- 2006: Getafe CF
- 2007: Lille OSC
- 2008: Real Valladolid
- 2009: Real Valladolid